# Henri Frager
Henri Frager (* 3. März 1897 in Paris; † 5. Oktober 1944 im KZ Buchenwald) war ein französischer Architekt und Widerstandskämpfer in der Zeit des Zweiten Weltkriegs.

## Leben
Henri Jacques Paul Frager war der Sohn von Alphonse Jean Frager und der Eugénie Louis Adolpine Sauvier. Frager war Soldat im Ersten Weltkrieg. Danach studierte er an der École des Beaux-Arts de Paris und wurde Architekt in Nizza. Im Zweiten Weltkrieg wurde er erneut eingezogen.
Nach der französischen Niederlage 1940 arbeitete er für das französische Widerstandsnetzwerk, das unter der Führung von André Girard stand, und unter dem Decknamen „Paul“ für den britischen Geheimdienst Special Operations Executive (SOE), Section F. Frager schmuggelte in Kooperation mit den Briten Waffen nach Frankreich. Er wurde wiederholt über  Vichy-Frankreich nach Nordafrika und von dort nach London befohlen.
Im Jahr 1942 arbeitete auch der achtzehnjährige Jorge Semprún für ihn. Frager wurde an die Deutschen verraten und am 2. Juli 1944 vom deutschen Agenten Hugo Bleicher (1899–1982) verhaftet. Er wurde in Fresnes inhaftiert und am 8. August 1944 in einem Transport von Widerstandskämpfern, in dem sich auch Stéphane Hessel befand, in das Gefängnis Neue Bremm und von dort in das Konzentrationslager Buchenwald deportiert. Semprun war dort bereits seit Anfang 1944 inhaftiert. Frager wurde in Buchenwald ermordet.
Frager erhielt postum die Médaille de la Résistance (Rosette). In Buchenwald ist sein Name auf einer Erinnerungstafel für die Toten der SOE aufgeführt, die 2010 eingeweiht wurde.